# Acanthocera polistiformis
Acanthocera polistiformis är en tvåvingeart som beskrevs av David Fairchild 1961. Acanthocera polistiformis ingår i släktet Acanthocera och familjen bromsar. Inga underarter finns listade i Catalogue of Life.